# Oxtjärnen (Lits socken, Jämtland)
Oxtjärnen är en sjö i Östersunds kommun i Jämtland och ingår i Indalsälvens huvudavrinningsområde.